# Dépolarisation membranaire
Une dépolarisation membranaire est une diminution de la différence de potentiel régnant entre l'extérieur d'une cellule et le milieu intracellulaire, de part et d'autre de la membrane plasmique, due le plus souvent à une entrée d'ions positifs (Na+, Ca2+, etc.) à l'intérieur de la cellule ou parfois due à la sortie d'ions chlorures, et intervenant dans les mécanismes de transmission de l'influx nerveux et de contraction musculaire.
Un neurone suffisamment chargé positivement finira par créer un courant électrique stimulant en se dépolarisant.
Au cours de la genèse de ce potentiel d'action, les dépolarisations postsynaptiques s'additionnent et peuvent engendrer un nouveau potentiel d'action si leur somme atteint ou dépasse une valeur minimale appelée seuil de dépolarisation. Ce seuil correspond à la valeur du potentiel de membrane requis pour activer les canaux Na+ dépendant du voltage. La dépolarisation est suivie d'une repolarisation, grâce à la sortie d'une quantité équivalente des ions K+ ce qui provoque le retour à l'état d'équilibre. Puis on observe une hyperpolarisation grâce à la sortie de plus d'ions K+ que d'ions Na+, car les canaux potassiques sont lents à se fermer. Il y a finalement retour au potentiel de repos.

## Pertinence pharmacologique
Ce phénomène étant un mécanisme de stimulation neuronale de première importance, de nombreux médicaments ont été conçus pour l'influencer; c'est le cas de nombreux sédatifs et tranquillisants. De manière à limiter le potentiel de stimulation d'un neurone, les benzodiazépines et les barbitals vont ouvrir les canaux ioniques et augmenter l'entrée d'ions négatifs Cl- dans celui-ci. Il faudra donc un influx bien supérieur à la normale d'ions positifs pour charger le neurone, et ainsi créer un courant électrique stimulant. Certains autres produits tels que les gabapentoïdes vont plutôt réduire l'influx d'ions positifs pour arriver au même résultat.